# Filet (Cher)
Die Filet ist ein Fluss in Frankreich, der im Département Indre-et-Loire in der Region Centre-Val de Loire verläuft. Sie entspringt im Gemeindegebiet von Dierre, entwässert generell in westlicher Richtung durch den Großraum von Tours, fließt  dabei parallel zum Fluss Cher an dessen rechtem Ufer und mündet schließlich nach rund 20 Kilometern im Stadtgebiet von Tours, an dessen Grenze zu Saint-Avertin, als rechter Nebenfluss in den Cher.

## Orte am Fluss
(Reihenfolge in Fließrichtung)
- Dierre
- Saint-Martin-le-Beau
- Montlouis-sur-Loire
- La Ville-aux-Dames
- Saint-Pierre-des-Corps
- Saint-Avertin
- Tours

## Verkehrsverbindungen
Aufgrund der Nähe zum Großraum Tours befinden sich am Fluss zahlreiche Verkehrsverbindungen:
- Flugplatz Aérodrome d’Amboise-Dierre
- Bahnstrecke Vierzon–Saint-Pierre-des-Corps verläuft parallel zu Fluss
- Bahnstrecke LGV Atlantique quert den Fluss
- Mündung des Flusses nahe der Brücke der Autobahn A10 über den Cher

## Sehenswürdigkeiten
Im Mündungsabschnitt passiert der Fluss 
- das Fußballstadion von Tours Stade de la Vallée du Cher und
- das Ausstellungsgelände Parc des Expositions de Rochepinard.